# 앨리스 루스벨트 롱워스

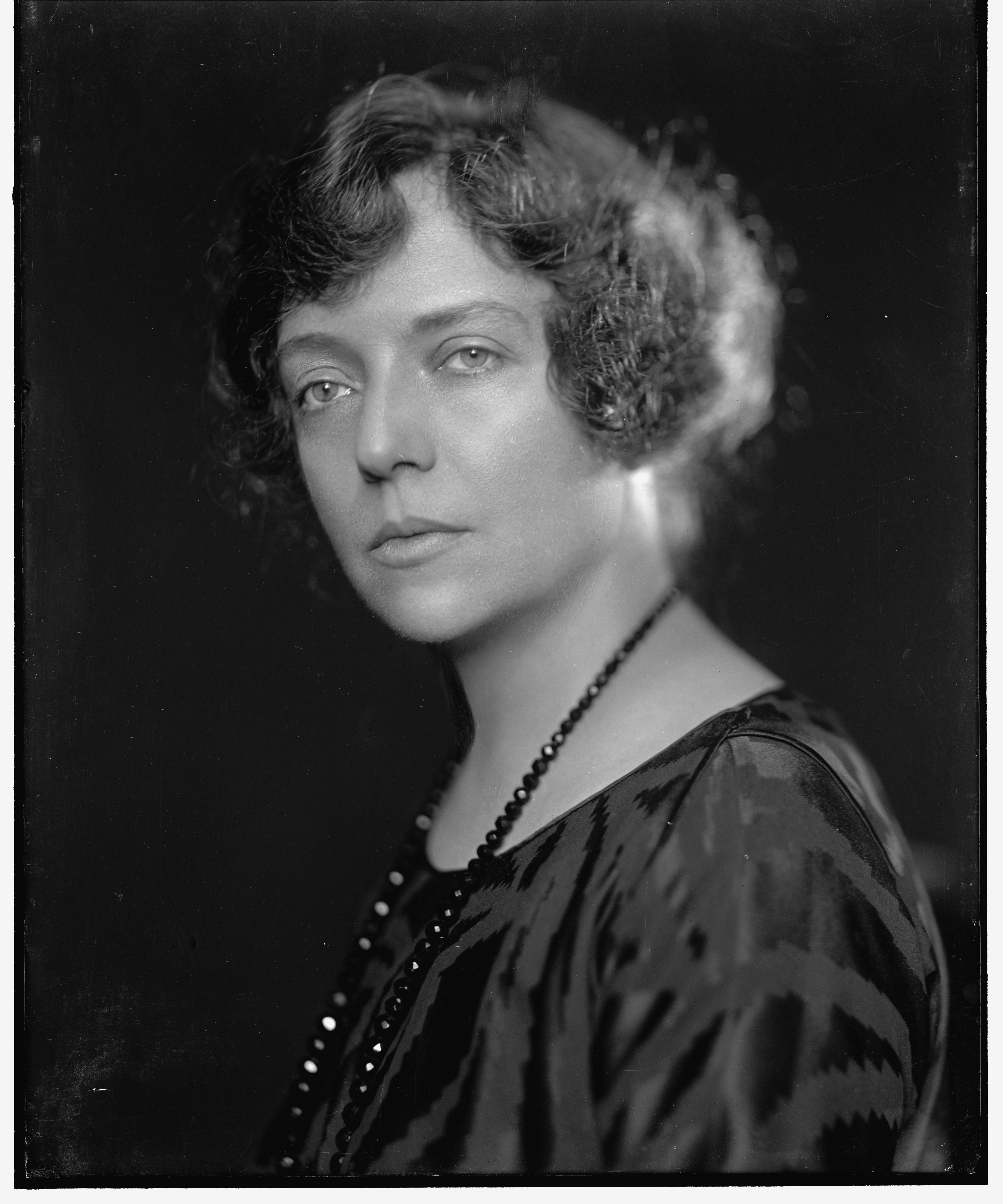
앨리스 루스벨트 롱워스

앨리스 리 루스벨트 롱워스(영어: Alice Lee Roosevelt Longworth, 1884년 2월 12일 ~ 1980년 2월 20일)는 미국의 작가로 시어도어 루스벨트의 장녀이자 앨리스 해서웨이 리로부터 낳은 유일한 자녀다. 모친은 앨리스를 낳고 이틀 후 사망했다.
뉴욕에서 태어난 앨리스는 다소 파격적인 삶을 살았다. 공화당 대표이자 제38대 미국 하원 의장이었던 니콜라스 롱워스 3세와 결혼했으나 상원 의원 윌리엄 에드가 보라와 불륜해서 외동딸 폴리나를 낳았다. 앨리스는 존 F. 케네디와 린든 존슨 행정부 동안 민주당원이었다.
예의가 없고 엉뚱한 성격으로 알려져있다. 시어도어 루스벨트는 "나는 미국의 대통령이지만 아버지로서 내 딸인 앨리스를 통제할 수 있다. 그러나 둘을 한 번에 다하는 것은 불가능하다."라고 말했다. 또한 앨리스는 대한제국을 방문하던 과정에서 고종의 왕비인 명성황후의 무덤을 밟고 올라선 일화로 유명하다.